# Jaylon Tyson
Jaylon La Rone Tyson (Allen, Texas; 2 de diciembre de 2002) es un baloncestista estadounidense que pertenece a la plantilla de los Cleveland Cavaliers de la NBA. Con 1,98 metros de estatura, juega en la posición de alero.

## Trayectoria deportiva

### Universidad
Jugó una temporada con los Longhorns de la Universidad de Texas en Austin, en la que promedió 1,8 puntos y 1,1 rebotes por partido. Al término de la misma, entró en el portal de transferencias de la NCAA, para acabar jugando una temporada con los Red Raiders de la Universidad Tecnológica de Texas, en la que promedió 10,7 puntos, 6,1 rebotes, 1,3 asistencias y 1,4 robos de balón por partido.
Entró en el portal de transferencias por segunda vez después de la temporada, citando comentarios racistas hechos por el entrenador Mark Adams, quien luego fue suspendido y renunció. Se comprometió con los Golden Bears de la Universidad de California en Berkeley, Allí jugó una tercera temporada, en la que promedió 19,6 puntos, 6,8 rebotes y 3,5 asistencias por partido, siendo incluido en el mejor quinteto de la Pac-12 Conference.

#### Estadísticas
| Año     | Equipo     | PJ | PT | MPP  | %TC  | %3P  | %TL  | RPP | APP | ROB | TPP | PPP  |
| ------- | ---------- | -- | -- | ---- | ---- | ---- | ---- | --- | --- | --- | --- | ---- |
| 2021–22 | Texas      | 8  | 0  | 6.9  | .400 | .000 | .667 | 1.1 | .4  | .5  | .3  | 1.8  |
| 2022–23 | Texas Tech | 31 | 31 | 28.9 | .483 | .402 | .723 | 6.1 | 1.3 | 1.4 | .4  | 10.7 |
| 2023–24 | California | 31 | 30 | 34.3 | .465 | .360 | .796 | 6.8 | 3.5 | 1.2 | .5  | 19.6 |
| Total   | Total      | 70 | 61 | 28.7 | .470 | .372 | .776 | 5.8 | 2.2 | 1.2 | .4  | 13.6 |

### Profesional
El 26 de junio fue elegido en la vigésima posición del Draft de la NBA de 2024 por los Cleveland Cavaliers, equipo con el que firmó contrato el 3 de julio.